# Sonate voor trombone en piano (Holmboe)
Vagn Holmboe schreef zijn Sonate voor trombone en piano in 1987. 
Holmboe hield zijn bij dit werk in neoclassicistische stijl aan de driedelige opzet van de sonate en de indeling van tempi (snel-langzaam-snel):
1. Allegro decido
2. Andante
3. Allegro con brio

De eerste twee delen laten melodielijnen in de trombonepartij horen tegenover (relatief) korte noten in de pianopartij. In het derde deel speelt juist de trombonist korte noten.
Het werk is opgedragen aan trombonist Carsten Svanberg (1945, solo-trombonist in diverse Scandinavische orkesten), die samen met pianist Arthur Tollefson de wereldpremière gaf op 2 augustus 1987; plaats van handeling was het Greensboro College te North-Carolina. Svanberg nam het werk in 1998 ook op voor het AMOS-label (met pianiste Bernadette Binder). Er is ook een opname van Roger Verdi met Martha Locker (Greenmill Records, opname circa 2010).